# Vivian Boelen
Vivian Boelen (Amsterdam, 14 februari 1956) is een Nederlands radio- en televisiepresentatrice en stemactrice

## Biografie
Boelen werd geboren in Amsterdam en groeide op in Maastricht. Zij studeerde Engels en pr en kwam in 1976 bij Veronica terecht, aanvankelijk op de afdeling publiciteit en werd later daarnaast ook tv-omroepster. Vanaf 1980 werkte ze als freelancer voor NOS-radio, Teleac en de KRO. Verder presenteerde zij het RTL Nieuws. Zij is de commentaarstem van diverse documentaires van RTL, spreekt bedrijfsfilms in, doet af en toe ook stemmetjes in tekenfilms en speelt mee in een aantal hoorspelen.
Boelen is ook een veelgevraagd dagvoorzitter bij vergaderingen van tal van organisaties en bedrijven. Op 8 juli 2013 is zij vast aangesteld als onafhankelijk technisch voorzitter van de ANBO (Algemene Nederlandse Ouderenbond).
Ze woont in Loosdrecht.

## Filmografie

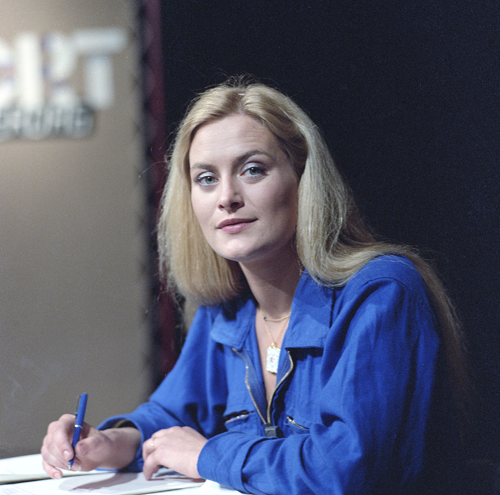
Vivian Boelen in 1982

### Veronica (VOO)
- Tv-omroepster (1976–1980)

### KRO
Televisie
- Sport op zaterdag
- KRO Man en paard
- Brandpunt in de markt
- Lekker weg (1989)

Radio
- Man en paard, naast hoofdpresentator Hans Böhm, Radio 1
- Postbus 900, Radio 1
- Tussen wal en schip, Radio 1
- Niemandsland (samen met Eddy Keur, Edvard Niessing, René van der Veer en Winfried Povel), nachtuitzending op Radio 1 en 2
- In antwoord op uw schrijven, Radio 1
- Hoorspel I'll be home for Christmas, december 2013 op Radio 1
- Hoorspelserie Sprong in het heelal – De terugkeer van Mars, januari 2014 via zowel Radio 5 Nostalgia als Radio 1[1]

### Teleac
- Ouderenwijzer (1988)
- Zelf cosmetica maken (1991)

### RTL 4
- RTL Nieuws (1991–1995)
- Medisch meesterschap (1993–1994)
- Top Santé (1994)
- Peter R. de Vries, misdaadverslaggever (1995–1997)
- Reis- en recreatiemagazine (1996)
- Travelmagazine (jaren 90)
- Verborgen leed (1996)
- Het uur van de waarheid (1997–)
- Het leven gaat door (1997)
- Koffietijd (invalpresentatrice)
- Lifestyle exclusief
- RTL Dossier (jaren 90)
- RTL Live (1998) (1 week)
- Dat overkomt altijd een ander (1998)
- Vertel 't RTL (1998)
- Opnieuw beginnen (2000)
- Kijk op wonen (1997–1998)
- Zie ze vliegen (voice over) (2011)
- Apotheek & gezondheid (2011–2012)

### RTV UtrechtRadio
- De gouden zomer (2011)
- M draait op verzoek! (zondagochtend 2011–heden)
- De Servicelijn (zaterdagochtend 2020-heden)

## Trivia
- Boelen is in 2006 gekozen tot My Fair Lady Hoedendraagster van het jaar.
- Boelen is eenmalig te gast geweest in het NCRV-programma Villa Felderhof.
- Boelen is sinds 2008 ambassadeur van Stichting Heartbeat.